# Northumberland
Northumberland (/nɔːrˈθʌmbərlənd/; rút ngắn Northd) là một hạt miền Đông Bắc Anh. Đây là hạt cực bắc của Anh, tiếp giáp với Cumbria về phía tây, County Durham và Tyne and Wear về phía nam và Scottish Borders về phía bắc. 64 dặm (103 km) được bờ biển phía đông giáp với biển Bắc. County town là Alnwick, dù hội đồng hạt đặt ở Morpeth.
Northumberland từ bao gồm cả Newcastle upon Tyne cho tới năm 1400, khi thành phố trở thành một hạt riêng rẽ. Northumberland mở rộng vào thời Tudor, sáp nhập vào Berwick-upon-Tweed năm 1482, Tynedale năm 1495, Tynemouth năm 1536, Redesdale khoảng 1542 và Hexhamshire năm 1572. Islandshire, Bedlingtonshire và Norhamshire được hợp nhất vào Northumberland năm 1844. Tynemouth và những điểm dân cư khác ở North Tyneside được chuyển cho Tyne and Wear năm 1974 theo Đạo luật chính quyền địa phương năm 1972.
Nằm bên biên giới Anh-Scotland, Northumberland là nơi diễn ra nhiều trận đánh trong lịch sử. Hạt này được biết đến với cảnh quan moorland cao, ngày nay được bảo tồn trong vườn quốc gia Northumberland. Northumberland là vùng thưa dân nhất nước Anh, với mật độ dân số chỉ 62 người/km2.